# Leonard Petrosyan
Leonard Petrosyan (Martowni, 13 ottobre 1953 – Erevan, 27 ottobre 1999) è stato un politico karabakho.
È stato il secondo presidente della repubblica del Nagorno Karabakh (dal 2017 repubblica di Artsakh) con un mandato durato solo sei mesi.
In precedenza, dal 1994 al 1997 è stato Primo Ministro della repubblica. Rimase ucciso nell'assalto al Parlamento dell'Armenia nel 1999 durante il suo mandato come vice Primo Ministro di quello stato.

## Biografia
Dopo aver servito brevemente nell'Armata Sovietica frequentò l'Istituto della cooperazione di Erevan e quindi l'Istituto di economia nazionale.
Dal 1975 al 1990 lavorò in un centro di cooperazione agricola gestito dal partito comunista della regione di Martuni.
Partecipò attivamente alla campagna del "Movimento Artsakh" per l'indipendenza e la liberazione nazionale e nel 1991 divenne il vice presidente del Comitato regionale del Nagorno Karabakh.
L'anno successivo fu vice capo del dipartimento per i programmi speciali della repubblica di Armenia.
Nel 1994 fu scelto come Primo Ministro sotto la presidenza di Robert Kocharyan a cui successe nella carica istituzionale il 20 marzo 1997 allorché Kocharyan fu nominato Primo Ministro dell'Armenia.
La sua reggenza ad interim (in contemporanea con la carica di primo Ministro) durò sino alle successive elezioni presidenziali che portarono alla carica Arkadi Ghukasyan.
Terminato il suo duplice mandato Petrosyan si spostò in Armenia dove fu nominato vice Primo Ministro.
Nell'atto terroristico al Parlamento di Yerevan perse la vita unitamente ad altri politici armeni.
Lasciò una moglie e quattro figli.